# Lycopodium berggrenii
Lycopodium berggrenii là một loài thực vật có mạch trong Họ Thạch tùng. Loài này được (Nessel) Herter mô tả khoa học đầu tiên năm 1949.